# Antoni de Moragas

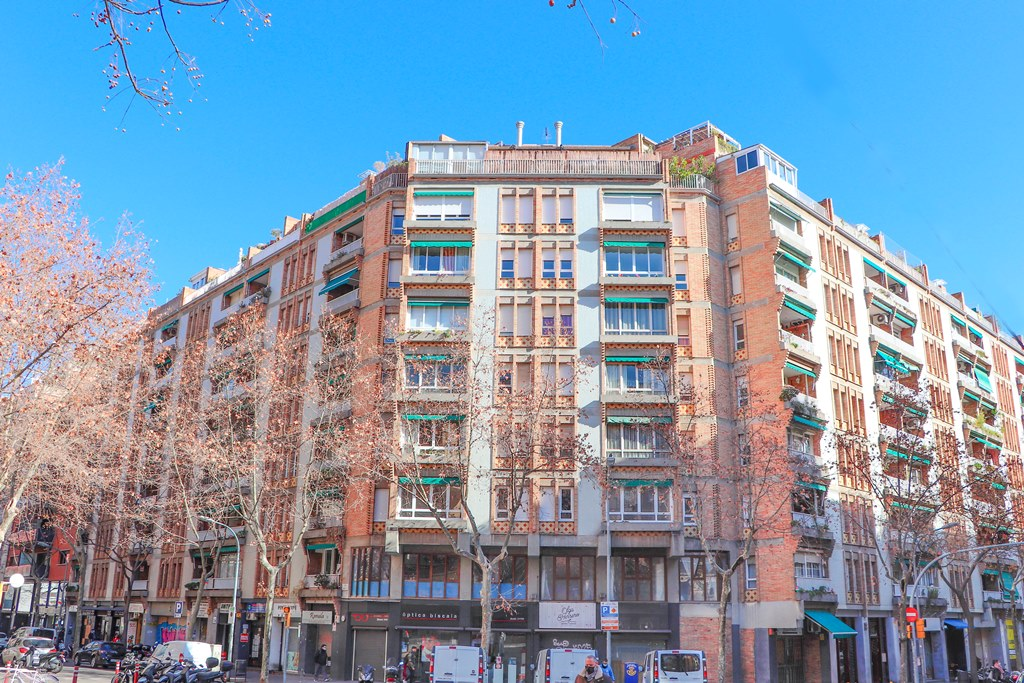
Edificio en el número 340 de la calle Vizcaya, en el barrio de Navas de Barcelona.

Antoni de Moragas i Gallissà (Barcelona, 13 de enero de 1913 - ibídem, 25 de marzo de 1985) fue un arquitecto y diseñador español.

## Biografía
Era sobrino del arquitecto modernista Antoni Maria Gallissà. Durante la guerra civil española se escondió para no luchar en el bando republicano, ya que tenía simpatías franquistas, conservadas durante toda su vida. Cursó estudios en la Escuela Técnica Superior de Arquitectura de Barcelona, donde se licenció en 1941. Su formación no sólo se limitó a los aspectos técnicos de la arquitectura, sino que, en todo momento, contó con un importante enriquecimiento humanístico y una gran inquietud cultural; así, en 1951, figura como ganador del primer premio en el concurso de ideas para solucionar el problema de la vivienda en Barcelona, entre los integrantes y fundadores del denominado Grupo R. Desde este último y junto a compañeros como Joaquim Gili, Oriol Bohigas, José Antonio Coderch o Josep Maria Sostres, Moragas inició la tarea de avivar un lenguaje moderno que había sido frenado por la guerra. A partir de este momento desarrolló una intensa actividad de promoción cultural y de modernización que le condujo a organizar ciclos de conferencias, de los que fueron figuras invitadas Alvar Aalto, Nikolaus Pevsner o Gio Ponti, y a promover, como miembro fundador y primer presidente, la Asociación del Diseño Industrial, creada en 1960 dentro del Fomento de las Artes Decorativas (FAD), del que fue presidente desde 1968 hasta su muerte.
En un estudio sobre la arquitectura finlandesa publicado en 1959, Moragas hizo una verdadera apología de la posición escandinava frente al Estilo Internacional, interesándose por la planificación y la estructura de la ciudad como representante del extremo más expresionista y orgánico, y haciendo, como creador, un ejercicio constante de transformación de la artesanía en diseño. A lo largo de su carrera fue merecedor de numerosos galardones y ocupó diferentes cargos oficiales. Además de los ya citados, fue secretario del Colegio Oficial de Arquitectos de Cataluña (1955-1964), miembro del International Council of Societies of Industrial Design (1966-1972) y vocal de la Junta de Museos de Barcelona (1980). Respecto a sus distinciones, merecen destacarse el segundo premio en el concurso de proyectos para la sede del Colegio Oficial de Arquitectos de Cataluña (1957), la Medalla del FAD (1966), la Placa de Presidente de Mérito de la citada institución (1983) y la Cruz de Sant Jordi (1985). En 1982 ingresó como académico en la Real Academia Catalana de Bellas Artes de San Jorge.
Entre sus obras destacan: los cines Minerva (1943), Fémina (1950-1952) y Liceo (1957-1959) de Barcelona; el Hotel Park de la misma ciudad (1950-1954); la iglesia parroquial de San Jaime de Badalona (1957-1958); y diferentes casas de viviendas en la Ciudad Condal (edificio de la avenida Vallcarca 125, 1953; edificio de la calle San Antonio María Claret 318-332, 1957; el de la calle Conde Borrell 205-213, 1958; el de la calle Padilla 323-329, 1959-1963; la Casa de los Toros, 1960-1962; el edificio de la Ronda de San Pablo 42-44, 1962; el de la avenida Meridiana 302-312, 1965; el conjunto de viviendas de la Vía Augusta 128-132, 1966-1968; y el edificio de la calle Vizcaya 340, 1969-1970). Para el escultor Josep Maria Subirachs construyó su casa-taller en la carretera de Sant Cugat 34 de Barcelona (1961). También intervino junto a otros arquitectos en la decoración interior de la nueva sede del Colegio Oficial de Arquitectos de Cataluña y Baleares en la plaza Nueva de Barcelona (1958-1962). En la mayoría de estas obras trabajó asociado a Francesc de Riba i Salas.
En su obra, principalmente en los edificios de viviendas, sintetiza las corrientes internacionales con la tradición autóctona, poniendo especial énfasis en la funcionalidad y el diseño —lo que se denota en los acabados—, y con un uso racional y expresivo de los materiales, cercano al brutalismo. Por lo general, utiliza hormigón en la estructura, ladrillo en los cerramientos, cerámica en determinados revestimientos de tipo ornamental, hierro en los elementos constructivos y madera en determinados acabados más cercanos al usuario. También se encarga de todos los elementos de diseño, como barandillas, mobiliario, lámparas, picaportes e incluso jardines. Todo ello le confiere un sello distintivo fácilmente identificable frente a la obra de otros arquitectos.
También realizó algunas incursiones en el diseño industrial, como su Lámpara elemental (1957) o la Escalera móvil (1957).
Moragas se mantuvo entre el racionalismo y el organicismo. Defensor de la industrialización frente a la artesanía, consideraba que «la artesanía había muerto para dar paso al diseño», y que «el artesano modelaba guiado por su instinto, mientras que el diseñador planifica por la razón» (Quaderns, 1961).
Fue padre del también arquitecto Antoni de Moragas i Spa.